# Scaphella marionae
Scaphella marionae is een slakkensoort uit de familie van de Volutidae. De wetenschappelijke naam van de soort is voor het eerst geldig gepubliceerd in 1953 door Pilsbry & Olsson.